# Rousset (Altos-Alpes)
Rousset é uma comuna francesa na região administrativa da Provença-Alpes-Costa Azul, no departamento de Altos-Alpes. Estende-se por uma área de 14,38 km². Em 2010 a comuna tinha 189 habitantes (densidade: 13,1 hab./km²).